# 앤드루 작스
앤드루 작스(Andrew Sachs, 1930년 4월 7일 ~ 2016년 11월 23일)는 독일계 영국 배우이며, 작가이다.